# Your Mascots
Your Mascots è il primo album discografico del gruppo beat svedese The Mascots, pubblicato dalla casa discografica Decca Records nel 1965.

## Tracce
Lato A
1. Goodbye – 2:04 (M. Fair (Anders Forsslund, Gunnar Idering, Rolf Adolfsson, Stefan Ringbom))
2. What Can I Do – 2:22 (M. Fair (Anders Forsslund, Gunnar Idering, Rolf Adolfsson, Stefan Ringbom))
3. Tip of My Tongue – 2:05 (John Lennon, Paul McCartney)
4. My Very Best – 2:04 (M. Fair (Anders Forsslund, Gunnar Idering, Rolf Adolfsson, Stefan Ringbom))
5. When I Return – 1:54 (Gunnar Idering, Stefan Ringbom)
6. A Sad Boy – 2:07 (Gunnar Idering, Stefan Ringbom)

Lato B
1. Stones Fell – 1:46 (M. Fair (Anders Forsslund, Gunnar Idering, Rolf Adolfsson, Stefan Ringbom))
2. From My Love – 2:24 (Gunnar Idering, Stefan Ringbom)
3. For Him – 2:18 (M. Fair (Anders Forsslund, Gunnar Idering, Rolf Adolfsson, Stefan Ringbom))
4. Too Much Monkey Business – 1:55 (Chuck Berry)
5. I Feel Ashamed – 1:49 (M. Fair (Anders Forsslund, Gunnar Idering, Rolf Adolfsson, Stefan Ringbom))
6. Walking with My Angel – 1:59 (Gerry Goffin, Carole King)

Edizione CD del 2014, pubblicato dalla RPM Records (Retro 951)
1. Goodbye (M. Fair (Anders Forsslund, Gunnar Idering, Rolf Adolfsson, Stefan Ringbom))
2. What Can I Do (M. Fair (Anders Forsslund, Gunnar Idering, Rolf Adolfsson, Stefan Ringbom))
3. Tip of My Tongue (John Lennon, Paul McCartney)
4. My Very Best (Stefan Ringbom)
5. When I Return (Gunnar Idering, Stefan Ringbom)
6. A Sad Boy (Gunnar Idering, Stefan Ringbom)
7. Stones Fell (M. Fair (Anders Forsslund, Gunnar Idering, Rolf Adolfsson, Stefan Ringbom))
8. From My Love (Gunnar Idering, Stefan Ringbom)
9. For Him (M. Fair (Anders Forsslund, Gunnar Idering, Rolf Adolfsson, Stefan Ringbom))
10. Too Much Monkey Business (Chuck Berry)
11. I Feel Ashamed (M. Fair (Anders Forsslund, Gunnar Idering, Rolf Adolfsson, Stefan Ringbom))
12. Walking with My Angel (Gerry Goffin, Carole King)
13. I Like My Bike (Gunnar Idering, Stefan Ringbom) – Bonus Track
14. Yes I Know (Gunnar Idering, Stefan Ringbom) – Bonus Track
15. Lyckan (Gunnar Idering, Stefan Ringbom) – Bonus Track
16. Lessen (Gunnar Idering, Stefan Ringbom) – Bonus Track
17. Baby Baby (Gunnar Idering, Stefan Ringbom) – Bonus Track
18. Call Me Your Love (Gunnar Idering, Stefan Ringbom) – Bonus Track
19. Too Much Monkey Business (Chuck Berry) – Withdrawn Single Version
20. Stones Fell (M. Fair (Anders Forsslund, Gunnar Idering, Rolf Adolfsson, Stefan Ringbom)) – Bonus Track - Single Version
21. From My Love (Gunnar Idering, Stefan Ringbom) – Bonus Track - Single Version

## Formazione
- Stefan Ringbom - chitarra, voce
- Gunnar Idering - chitarra, voce
- Anders Forsslund - basso, voce
- Rolf Boffe Adolfsson - batteria, voce